# John Jansen
John Jansen (Connecticut, 3 ottobre 1947) è un produttore discografico e tecnico del suono statunitense.
Ha collaborato con diversi artisti nel corso degli anni, prevalentemente nel genere rock, tra cui: Joe Cocker, The Who, Spencer Davis Group, Paul Winter Consort, Roger Daltrey, Supertramp, Henry McCullough, Pavlov's Dog, Procol Harum, Blue Öyster Cult, The Dictators, Alice Cooper, Frankie Miller, Meat Loaf, The Motors, Television, Barry Manilow, Bonnie Tyler, Air Supply, The Bongos, Billy Squier, Cutting Crew, Britny Fox, Eric Clapton, Warrant, Tom Verlaine, Faster Pussycat, Bang Tango, Cinderella, Alias, e Jimi Hendrix.

## Collaborazione con Jimi Hendrix
John Jansen ha svolto il ruolo di tecnico di sala presso gli Electric Lady Studios di Jimi Hendrix. Ha inoltre lavorato con Eddie Kramer ad un singolo di Hendrix del 1972 che conteneva versioni dal vivo di Johnny B. Goode e Little Wing.  Le due tracce sono state successivamente ripubblicate nella raccolta The Singles Album.
Jansen ha successivamente lavorato con Kramer e Mitch Mitchell in First Rays of the New Rising Sun (1997).

## Altri artisti
Jansen ha collaborato anche con Bang Tango, Britny Fox, Meat Loaf, Lou Reed, Cinderella, Faster Pussycat, Procol Harum, e Warrant. Jansen ha effettuato il remix del cofanetto Crossroads di Eric Clapton.